# Gdolanka
Gdolanka – struga płynąca na terenie powiatu chełmskiego, gmin Chełm i Ruda-Huta, prawy dopływ Uherki. Nazwa oboczna – Gdola.
Źródła na mokradłach rezerwatu Bagno Serebryskie, ujście do Uherki pomiędzy miejscowościami Ruda, Ruda-Kolonia i Ruda-Opalin (dolny bieg Gdolanki stanowi granicę pomiędzy Rudą-Kolonią i Rudą-Opalinem, a wzdłuż Uherki na zachód od ujścia Gdolanki biegnie granica pomiędzy Rudą-Kolonią i Rudą, na wschód pomiędzy Rudą-Opalinem i Rudą).
Nad strugą położone są następujące miejscowości: Srebrzyszcze, Brzeźno, Kępa, Karolinów, Tarnówka, Gdola, Chromówka, Ruda-Huta, Ruda-Kolonia, Ruda-Opalin, Ruda. W Rudzie-Hucie i Rudzie-Opalinie bieg strugi krzyżuje się z torami linii kolejowej Chełm – Włodawa, są tam zbudowane jednoprzęsłowe mosty wsparte na przyczółkach wykonanych z ociosanego kamienia, stanowiących ciekawy przykład dawnej roboty kamieniarskiej.
W górnym i środkowym biegu płynie przez równy, płaski teren Obniżenia Dubienki, wyraźnie zaznaczona dolina zaczyna się od mostu na drodze powiatowej w centrum miejscowości Ruda-Huta i dalej wzdłuż dolnego biegu, gdzie zaczynają się pojawiać niewysokie wzgórza północnego łańcucha Pagórów Chełmskich, tzw. Łuku Uhruskiego. Dolina rzeczna ma tu miejscami dosyć strome stoki.